# Maksym Imerekov
Maksym Ihorovyč Imerekov (in ucraino Максим Ігорович Імереков?; Makiïvka, 23 gennaio 1991) è un calciatore ucraino, difensore del Metalist 1925.

## Carriera

### Club
Ha giocato nella massima serie dei campionati ucraino, bielorusso e cipriota.

### Nazionale
Ha giocato nelle nazionali giovanili ucraine comprese tra l'Under-17 e l'Under-20.